# فرودگاه کارلشته
فرودگاه کارلشته (به انگلیسی: Karlstad Airport) یک فرودگاه همگانی مسافربری با کد یاتا KSD است که یک باند فرود آسفالت دارد و طول باند آن ۲۵۱۶ متر است. این فرودگاه در کشور سوئد قرار دارد و در ارتفاع ۱۰۷ متری از سطح دریا واقع شده است.

## شرکت‌های هواپیمایی و مقصدهای پروازی
| شرکت‌های هواپیمایی                            | مقصدهای پروازی                                 |
| -------------------------------------------- | ---------------------------------------------- |
| ایجین ایرلاینز                               | چارتر فصلی: خانیا                              |
| بی‌ام‌آی رجیونال                               | فرانکفورت، یونشوپینگ                           |
| فری‌برد ایرلاینز                              | چارتر فصلی: آنتالیا                            |
| جت تایم                                      | چارتر فصلی: فوئرته‌ونتورا، لارناکا، تنریف جنوبی |
| نکست‌جت                                       | استکهلم-آرلاندا                                |
| نروجین ایر شاتل                              | فصلی: آلیکانته-الچه، گرن کناریا                |
| اسکنجت اجرا توسط Braathens Regional Aviation | چارتر فصلی: کاتانیا-فونتاناروسا، رییکا         |
| Thomas Cook Airlines Scandinavia             | چارتر فصلی: گرن کناریا، پالما د مایورکا، رود   |